# Siedenberg
Siedenberg ist ein Ortsteil von Morsbach im Oberbergischen Kreis im südlichen Nordrhein-Westfalen innerhalb des Regierungsbezirks Köln.

## Lage und Beschreibung
In ländlicher, waldreicher Umgebung liegt Siedenberg am südlichsten Zipfel des Oberbergischen Kreises. Die Städte Gummersbach (38 km), Siegen (35 km) sowie Köln (75 km) sind in der Nachbarschaft zu finden.
Benachbarte Ortsteile sind Niederdorf im Norden, Alzen im Osten, Strick im Süden, und Eugenienthal im Nordwesten.

## Geschichte

### Erstnennung
1508 wurde der Ort das erste Mal urkundlich erwähnt, und zwar „In einer Messestiftung für die Siegburger Pfarrkirche wird Sydenberge genannt.“
Die Schreibweise der Erstnennung war Sydenberge.

## Freizeit

### Vereinswesen
- Ortsgemeinschaft Unser schönes Dorf e. V. Siedenberg